# جن کورین
جن کورین یک شاعر آمریکایی-کانادایی است. وی متولد و بزرگ شده در پورتلند، اورگن است و در حال حاضر در ونکوور، بریتیش کلمبیا زندگی می‌کند و در دانشگاه کوانتلن و دانشگاه سایمون فریزر به تدریس خلاقیت نویسندگی می‌پردازد. مجموعه شعر او در سال ۲۰۱۰ به نام تفتیش عقاید مال شما جایزه آدری لرد را در سال ۲۰۱۱ به دست آورد، و نامزد لیست نهایی جایزه ادبی لامبدا، جایزه شعر دورسی لیوسی و جایزه ریلیت بود.
کورین دو مجموعه شعر به نام‌های، خواب چهار شهر و آیگیوگرافی را نیز منتشر کرده‌است.
اولین مجموعه داستان کوتاه او با نام، مخفی کننده / جستجو کننده، در سال ۲۰۱۸ منتشر شد.

## زندگی شخصی
وی مدرک لیسانس خود را در کالج بارد و کارشناسی ارشد خود را در دانشگاه ایالتی آریزونا و دانشگاه سایمون فریزر دریافت کرد.

## آثار
- خواب چهار شهر (۲۰۰۵، مطبوعات سندان).شابک ‎۱۸۹۵۶۳۶۷۰۱.
- آیگیوگرافی (۲۰۰۸، کتابهای مربی خانه).شابک ‎۹۷۸۱۵۵۲۴۵۱۹۷۷شابک 9781552451977.
- تفتیش عقاید مال شما (۲۰۱۰، کتابهای مربی خانه).شابک ‎۹۷۸۱۵۵۲۴۵۲۳۰۱شابک 9781552452301.
- مخفی کننده / جستجو کننده (۲۰۱۸)